# Florian Fuchs
Florian Fuchs (ur. 10 listopada 1991) – niemiecki hokeista na trawie. Złoty medalista olimpijski z Londynu.
Występuje w pomocy. W reprezentacji Niemiec debiutował w 2009. W 2010 zajął drugie miejsce na mistrzostwach świata, triumfował w mistrzostwach Europy w 2009. W kadrze rozegrał 63 spotkania i strzelił 39 bramek. Wcześniej występował w kadrach juniorskich i młodzieżowych.